# 伊明漢姆
伊明漢姆 （英語：Immingham）是位於英國英格蘭東北林肯郡的一个镇和民政教区。直到20世紀初期，伊明漢姆都是一座普通的農村。然而鐵路的出現使得這裡的港口得到發展。一戰期間，這裡曾有潛艇基地。因為位於英國東海岸便利的地理位置，在2011年，伊明漢姆港是英國貨運量最大的港口。

## 外部連結
- 维基共享资源上的相關多媒體資源：伊明漢姆
- Port of Immingham
- Immingham.org.uk （页面存档备份，存于）